# Museo archeologico nazionale di Pontecagnano
Il Museo archeologico nazionale di Pontecagnano è un museo archeologico situato a Pontecagnano Faiano, in provincia di Salerno.
Dal dicembre 2014 il Ministero per i beni e le attività culturali lo gestisce tramite il Polo museale della Campania, nel dicembre 2019 divenuto Direzione regionale Musei.

## Museo archeologico nazionale Pontecagnano

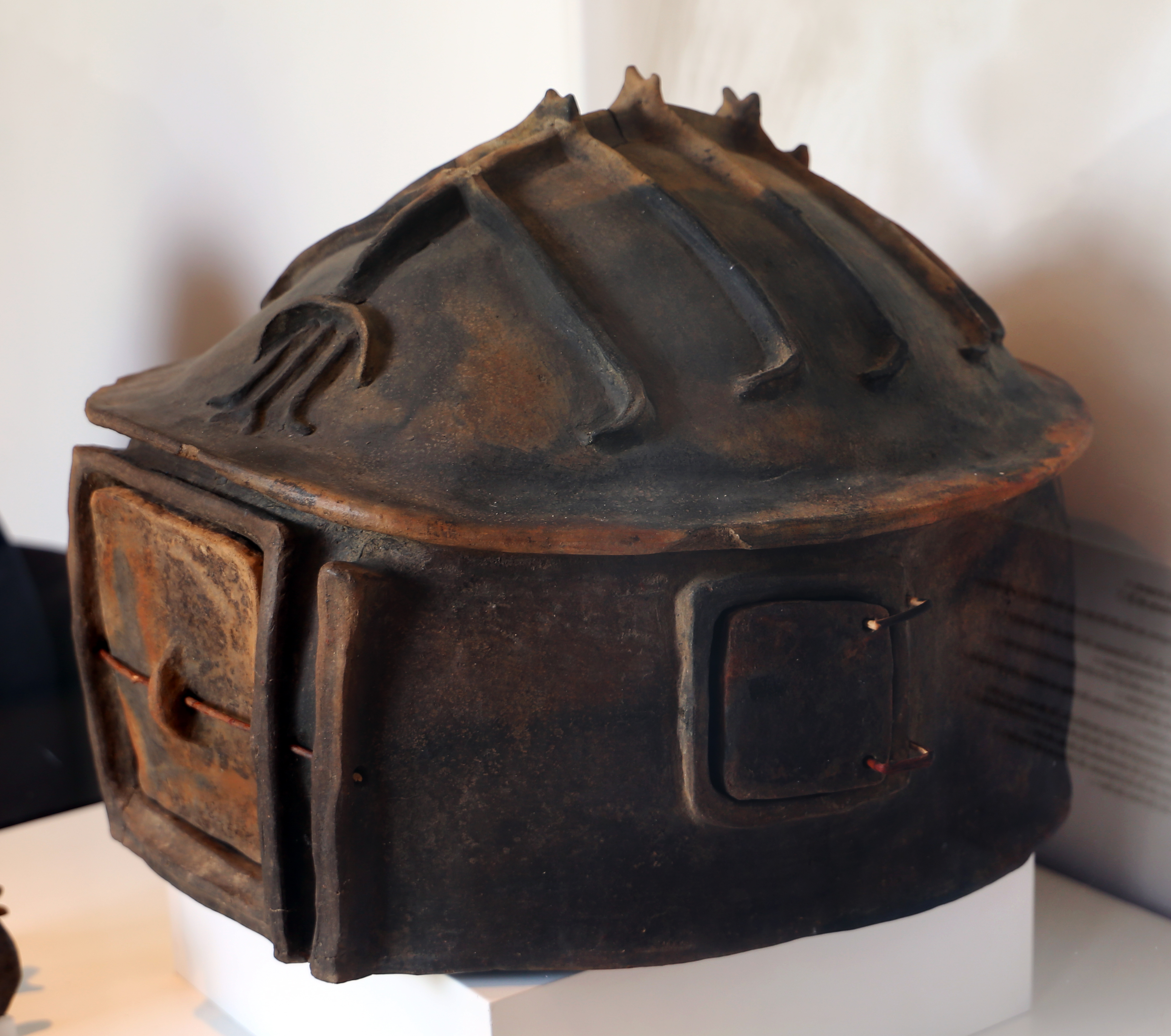
Urna a forma di capanna o casa, dalla tomba 2500, IX-VIII secolo a.C., epoca villanoviana

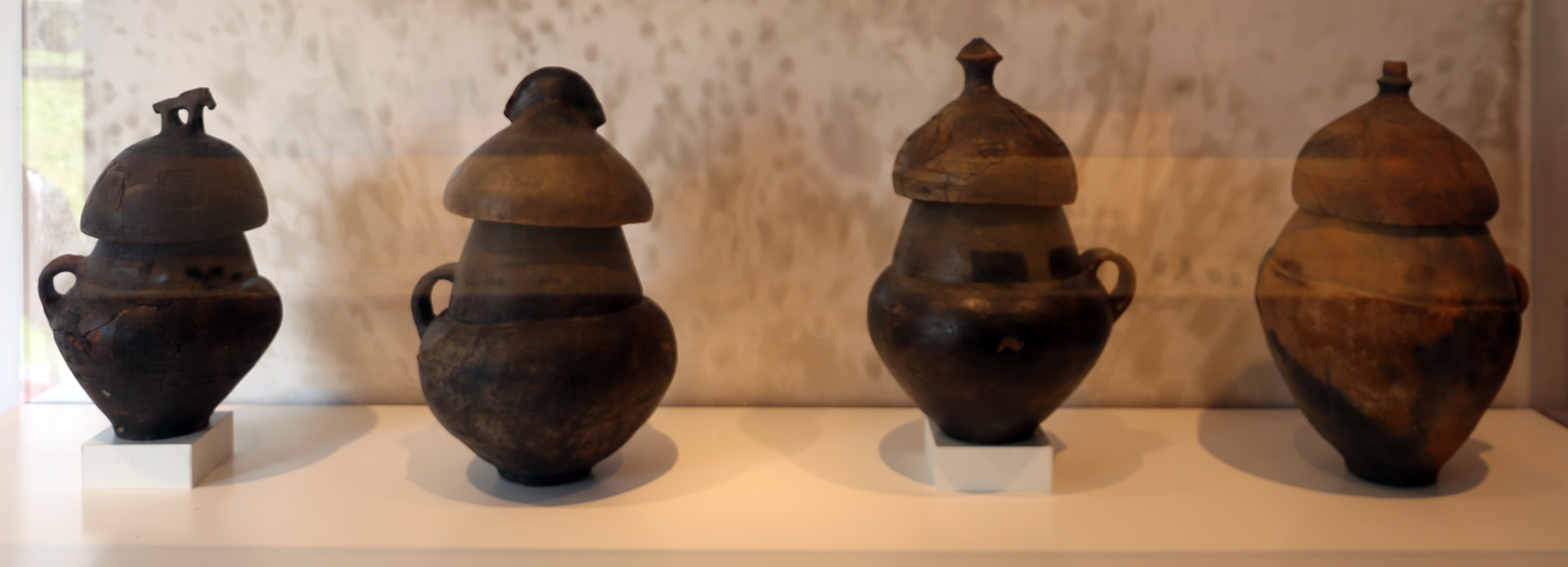
Quattro cinerari villanoviani da Capaccio (da Paestum, a sinistra) e tre da Pontecagnano (destra), IX-VIII secolo a.C.

La struttura ospita materiale rinvenuto dagli scavi di un antico insediamento villanoviano forse denominato Amina su cui sorse in epoca romana l'antica Picentia e i corredi funerari di circa 9000 tombe delle necropoli scoperte nella zona, databili dal 3000 a.C. al III secolo a.C.
Con lo scavo sistematico delle necropoli intrapreso da Bruno D'Agostino nel 1962, si è aperto un nuovo capitolo della storia antica della Campania. Le vaste necropoli di epoca protovillanoviana e villanoviana, che, a partire dalla fine del X-inizi del IX sec. a.C., si distribuirono intorno a un ampio spazio abitativo, sono la più eloquente testimonianza dell'espansione delle genti protoetrusche ed etrusche nell'Italia meridionale in anticipo e poi in concomitanza con il processo di colonizzazione greca della fascia costiera. Il grande centro di Pontecagnano costituisce la punta più avanzata di quella espansione e, almeno a partire dalla fine del VI sec. a.C., ebbe vere e proprie caratteristiche urbane. La notevole quantità di oggetti di importazione presenti nei corredi funerari, sia dal mondo greco e orientale sia da quello magnogreco e italico, ne testimoniano la funzione emporica e la ricchezza culturale.
La realizzazione del museo, che illustra in maniera rigorosamente scientifica ma al tempo stesso suggestiva e attraente, l'evidenza restituita dall'antico insediamento, nasce da un'intensa e proficua collaborazione tra la Soprintendenza per i Beni Archeologici delle province di Salerno, Avellino e Benevento, l'Università degli Studi di Napoli "L'Orientale" e l'Università degli Studi di Salerno. Il Museo è stato realizzato per lotti funzionali grazie ai finanziamenti assicurati in tutti questi anni dal Ministero per i Beni e le Attività Culturali e dalla regione Campania, mentre il Comune di Pontecagnano ha acquisito il suolo sul quale sorge il nuovo edificio.
Il percorso museale si apre con una sezione dedicata alla Preistoria e nel pannello introduttivo si riassumono, da un lato, le tappe dell'evoluzione delle comunità preistoriche nel susseguirsi delle diverse epoche, dall'altro, le trasformazioni del paesaggio nella Piana del Sele.
Il percorso espositivo, Gli etruschi di frontiera è organizzato in sei sezioni
- La preistoria - L'età del rame (3.500-2.300 a.C.)
- La prima età del ferro (IX-VIII secolo a.C.)
- La città dei principi - Il periodo orientalizzante (ultimo quarto VIII-VII a.C.)
- La città arcaica (VI secolo a.C.)
- L'età classica ed ellenistica (V-IV secolo a.C.)
- L'età romana (III secolo a.C.-V secolo d.C.)

## La Preistoria

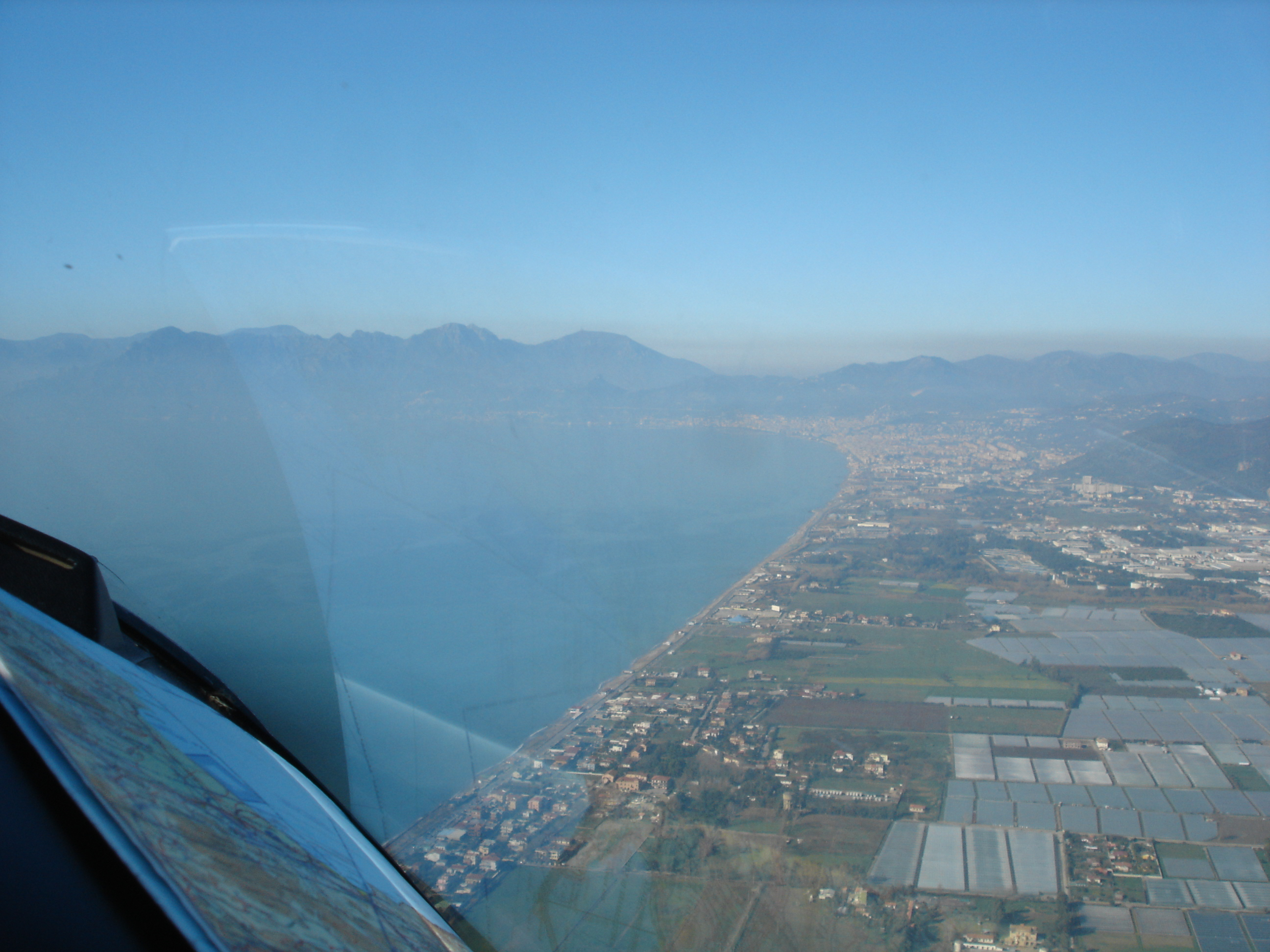
Piana del Sele

### Gli insediamenti nella pianura a Nord del fiume Sele
Nella preistoria il paesaggio della piana del Sele era molto diverso da quello attuale: una serie di antichi cordoni dunari fossili, che nell'antichità hanno determinato il formarsi di stagni e paludi nelle fasce intermedie, testimoniano il progressivo avanzamento della linea di costa nel corso dei secoli.
La fertilità dei suoli e l'abbondanza di sorgenti ha facilitato lo stanziamento di gruppi umani in un territorio che, controllando importanti punti di approdo, è posto lungo le principali rotte di navigazione costiera. La distribuzione dei siti mostra per le fasi preistoriche un'occupazione preferenziale dell'estremo lembo settentrionale della piana costiera; dal periodo Eneolitico e nella successiva età del Bronzo l'incremento degli insediamenti rivela l'occupazione ormai stabile e diffusa della piana del Picentino.

### L'età del Rame (3.500-2.300 a.C.)
L'età del Rame in Campania è caratterizzata dalla cultura del Gaudo, dal nome di una contrada di Paestum nella quale si ebbero i primi rinvenimenti. La conosciamo dai suoi villaggi dei morti, con tombe sotterranee a grotticella monocellulari o bicellulari, incavate in banchi rocciosi, che contengono sepolture plurime.
A Pontecagnano, presso la sponda sinistra del fiume Picentino, è stata individuata una necropoli appartenente a tale epoca; resti d'età eneolitica sono venuti invece alla luce più a nord, in località Pastini e all'estremità opposta del paese moderno, a Sant'Antonio, dove elementi del Gaudo sono associati con oggetti legati alla cultura di Laterza, attestata nel sud-est dell'Italia; è probabile che questi ritrovamenti di materiali di ispirazione lucana e pugliese, attestati anche nell'area dove sorgerà poi la città greca di Paestum individuino un momento avanzato dell'età del Rame.
L'aspetto di Laterza dapprima s'intreccia con quello del Gaudo e poi finisce per prevalere, mostrandosi già in sintonia con gli assetti economici e sociali che stanno per affermarsi alle soglie dell'età del Bronzo.